# 게센군

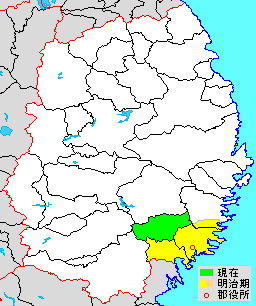
이와테현 게센군의 위치 (녹색:스미타정)

게센군(일본어: 気仙郡, けせんぐん)은 일본 이와테현 남동부(리쿠추국 북동부)의 군이다.
인구 4,441명, 면적 334.84km², 인구밀도 13.3명/km².(2025년 3월 1일, 추계인구)
이하 1정으로 구성된다.
- 스미타정(住田町)

## 군역
1878년 행정 구역으로 발족 당시의 군역은, 위의 1정에 오후나토시, 리쿠젠타카타시 및 가마이시시의 일부를 더한 구역에 해당한다.

## 역사
- 1878년 11월 26일 - 군구정촌 편제법이 이와테현에서 시행되면서, 행정 구역으로서의 게센군이 발족.

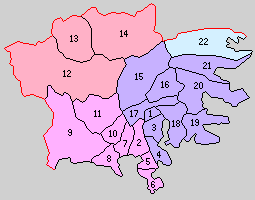
1.사카리정 2.요네사키촌 3.오후나토촌 4.맛사키촌 5.오토모촌 6.히로타촌 7.다카타정 8.게센촌 9.야하기촌 10.다케코마촌 11.요코타촌 12.세타마이촌 13.시모아리스촌 14.가미아리스촌 15.히코로이치촌 16.닷콘촌 17.이카와촌 18.아카사키촌 19.료리촌 20.옷키라이촌 21.요시하마촌 22.도니촌 (보라:오후나토시 분홍:리쿠젠타카타시 하늘색:가마이시시 빨강:스미타정)

- 1889년 4월 1일 - 정촌제 시행으로 아래의 정촌이 발족.(2정 20촌)
사카리정(盛町)(현 오후나토시), 다카타정(高田町)(현 리쿠젠타카타시), 오후나토촌(大船渡村), 맛사키촌(末崎村)(현 오후나토시), 오토모촌(小友村), 히로타촌(広田村), 요네사키촌(米崎村), 게센촌(気仙村), 야하기촌(矢作村), 다케코마촌(竹駒村), 요코타촌(横田村)(현 리쿠젠타카타시), 세타마이촌(世田米村), 시모아리스촌(下有住村), 가미아리스촌(上有住村)(현 스미타정), 히코로이치촌(日頃市村), 닷콘촌(立根村), 이카와촌(猪川村), 아카사키촌(赤崎村), 료리촌(綾里村), 옷키라이촌(越喜来村), 요시하마촌(吉浜村)(현 오후나토시), 도니촌(唐丹村)(현 가마이시시)
- 1926년 11월 1일 - 게센촌이 정제 시행으로 게센정(気仙町)이 됨.(3정 19촌)
- 1932년 4월 1일 - 오후나토촌이 정제 시행으로 오후나토정(大船渡町)이 됨.(4정 18촌)
- 1940년 4월 29일 - 세타마이촌이 정제 시해으로 세타마이정(世田米町)이 됨.(5정 17촌)
- 1952년
  - 4월 1일 - 오후나토정·사카리정·아카사키촌·이카와촌·닷콘촌·히코로이치촌·맛사키촌이 합병하여, 오후나토시(大船渡市)가 발족, 군에서 이탈.(3정 12촌)
  - 6월 1일 - 히로타촌이 정제 시행으로 히로타정(広田町)이 됨.(4정 11촌)
- 1955년
  - 1월 1일 - 다카타정·게센정·히로타정·오토모촌·다케코마촌·야하기촌·요코타촌·요네사키촌이 합병하여, 리쿠젠타카타시(陸前高田市)가 발족, 군에서 이탈.(1정 6촌)
  - 4월 1일(1정 3촌)
    - 세타마이정·가미아리스촌·시모아리스촌이 합병하여, 스미타정(住田町)이 발족.
    - 도니촌이 가마이시시·가미헤이군 우노스마이촌·갓시촌·구리하시촌과 합병하여, 새로이 가마이시시(釜石市)가 발족, 군에서 이탈.
- 1956년 9월 30일 - 옷키라이촌·요시하마촌·료리촌이 합병하여, 산리쿠촌(三陸村)이 발족.(1정 1촌)
- 1967년 4월 1일 - 산리쿠촌이 정제 시행으로 산리쿠정(三陸町)이 됨.(2정)
- 2001년 11월 15일 - 산리쿠정이 오후나토시에 편입.(1정)

## 참고 문헌
- 《가도카와 일본 지명 대사전》 편집위원회, 편집. (1985년 2월 7일). 《가도카와 일본 지명 대사전》. 3 이와테현. 가도카와 쇼텐. ISBN 4040010302.